# Didymocheton
Didymocheton is een geslacht uit de familie Meliaceae. De soorten komen voor in (sub)tropisch Azië en het westelijke deel van het Pacifisch gebied.

## Soorten
- Didymocheton aliquantulus (A.C.Sm.) Holzmeyer & Hauenschild
- Didymocheton alliaceus (G.Forst.) Mabb.
- Didymocheton aneityensis (Guillaumin) Harms
- Didymocheton annae (Mabb.) Mabb.
- Didymocheton bijugus (Labill.) Holzmeyer & Mabb.
- Didymocheton boridianus (Mabb.) Mabb.
- Didymocheton canalensis (Baill.) Holzmeyer & Mabb.
- Didymocheton dolichobotrys (Merr. & L.M.Perry) Harms
- Didymocheton fraserianus (A.Juss.) Mabb. & Hauenschild
- Didymocheton gaudichaudianus A.Juss.
- Didymocheton hornei (Gillespie) Harms
- Didymocheton huntii (Merr. ex Setch.) Harms
- Didymocheton kouiriensis (Virot) Mabb.
- Didymocheton lenticellaris (Gillespie) Harms
- Didymocheton loureiroi (Pierre) Harms
- Didymocheton macranthus (C.DC.) Harms
- Didymocheton macrostachyus (C.DC.) Mabb.
- Didymocheton minutiflorus (Baill.) Holzmeyer & Mabb.
- Didymocheton mollis (Miq.) Holzmeyer & Hauenschild
- Didymocheton mollissimus (Spreng.) Mabb.
- Didymocheton muelleri (Benth.) Mabb.
- Didymocheton multijugus (Seem.) Harms
- Didymocheton myriandrus (A.C.Sm.) Holzmeyer & Hauenschild
- Didymocheton nutans Blume
- Didymocheton pachyphyllus (Hemsl.) Mabb. & Holzmeyer
- Didymocheton pachypodus (Baill.) Harms
- Didymocheton papuanus (Merr. & L.M.Perry) Mabb.
- Didymocheton pauciflorus (Merr.) Mabb.
- Didymocheton pettigrewianus (F.M.Bailey) Hauenschild & Holzmeyer
- Didymocheton phaeotrichus (Harms) Mabb.
- Didymocheton roseus (Baill.) Holzmeyer & Mabb.
- Didymocheton rufescens (Vieill. ex Pancher & Sebert) Harms
- Didymocheton rufus (A.Rich.) Harms
- Didymocheton sessilis (Miq.) Kosterm.
- Didymocheton setosus (Span.) Mabb. & Holzmeyer
- Didymocheton sparsiflorus (Mabb.) Mabb.
- Didymocheton spectabilis (G.Forst.) Mabb. & Holzmeyer
- Didymocheton stellatopuberulus (C.DC.) Harms
- Didymocheton tenuiflorus (A.C.Sm.) Holzmeyer & Hauenschild
- Didymocheton tongensis (A.C.Sm.) Holzmeyer & Hauenschild
- Didymocheton variabilis (Harms) Holzmeyer & Mabb.

... · 
Aglaia · 
Azadirachta · 
Carapa · 
Khaya · 
Lansium · 
Melia · 
Sandoricum · 
Trichilia · 
Xylocarpus · 
...